# Pouteria gardneriana
Pouteria gardneriana là một loài thực vật có hoa trong họ Hồng xiêm. Loài này được (A.DC.) Radlk. miêu tả khoa học đầu tiên năm 1882.